# Gemerský Jablonec
Gemerský Jablonec és un poble i municipi d'Eslovàquia. Es troba a la regió de Banská Bystrica.

## Història
La primera menció escrita de la vila es remunta al 1275.

## Demografia
| Godina             | 1994 | 2004   | 2014   | 2024   |
| ------------------ | ---- | ------ | ------ | ------ |
| Nombre de persones | 662  | 686    | 715    | 690    |
| Diferència         |      | +3,62% | +4,22% | −3,49% |

| Godina             | 2023 | 2024   |
| ------------------ | ---- | ------ |
| Nombre de persones | 708  | 690    |
| Diferència         |      | −2,54% |